# Diptilon culex
Diptilon culex är en fjärilsart som beskrevs av Max Wilhelm Karl Draudt 1915. Diptilon culex ingår i släktet Diptilon och familjen björnspinnare. Inga underarter finns listade i Catalogue of Life.